# Serena (Pokémon)
Serena je fiktivní postava ze seriálu Pokémon. Poprvé se objevila ve videohře Pokémon X a Y, která byla vydána v roce 2013. Později se objevila v anime jako společník Ashe Ketchuma během jejich cestování po regionu Kalos. Její postava získala popularitu mezi fanoušky díky romantickým citům k Ash, které projevila polibkem v poslední epizodě anime Pokémon XYZ.